# EPrix van Hongkong
De ePrix van Hongkong is een race uit het Formule E-kampioenschap. In 2016 maakte de race haar debuut op de kalender als de eerste race van het derde seizoen. De race wordt gehouden op het Hong Kong Central Harbourfront Circuit.

## Geschiedenis
De eerste ePrix van Hongkong werd gehouden op 9 oktober 2016 en werd gewonnen door regerend kampioen Sébastien Buemi voor het team Renault e.Dams.

## Resultaten
| Editie | Seizoen   | Circuit  | Winnaar                                | Tweede                                    | Derde                                        | Pole position                    | Snelste ronde                                   |
| ------ | --------- | -------- | -------------------------------------- | ----------------------------------------- | -------------------------------------------- | -------------------------------- | ----------------------------------------------- |
| 1      | 2016-2017 | Hongkong | Sébastien Buemi Renault e.Dams         | Lucas di Grassi ABT Schaeffler Audi Sport | Nick Heidfeld Mahindra Racing Formula E Team | Nelson Piquet jr. NextEV NIO     | Felix Rosenqvist Mahindra Racing Formula E Team |
| 2      | 2017-2018 | Hongkong | Sam Bird DS Virgin Racing              | Jean-Éric Vergne Techeetah                | Nick Heidfeld Mahindra Racing                | Jean-Éric Vergne Techeetah       | Jérôme d'Ambrosio Dragon Racing                 |
| 2      | 2017-2018 | Hongkong | Felix Rosenqvist Mahindra Racing       | Edoardo Mortara Venturi Formula E Team    | Mitch Evans Panasonic Jaguar Racing          | Felix Rosenqvist Mahindra Racing | Lucas di Grassi Audi Sport ABT Schaeffler       |
| 3      | 2018-2019 | Hongkong | Edoardo Mortara Venturi Formula E Team | Lucas di Grassi Audi Sport ABT Schaeffler | Robin Frijns Envision Virgin Racing          | Stoffel Vandoorne HWA Racelab    | Sam Bird Envision Virgin Racing                 |